# Spencer Le Marchant Moore
Spencer Le Marchant Moore ( 1850 - 1931) fue un botánico inglés.
Moore nace en Hampstead. Trabaja en el Reales Jardines Botánicos de Kew desde 1870 a 1879, escribiendo varios ensayos botánicos, para luego trabajar, sin un título oficial en el Museo de Historia Natural de Londres de 1896 hasta su deceso.
Realizó largos periplos botánicos por Australia, describiendo la flora.
Tuvo una producción riquísima en identificar y nombrar nuevas spp.: existen 3.673 registros IPNI de tales evaluaciones taxonómicas.

## Algunas publicaciones
- 1894-1896. Moore; S.Le M. The phanerogamic botany of the Matto Grasso Expedition, 1891-92. Ed. The Society
- 1902. Moore; S.Le M. New or noteworthy South African plants.
- 1913. Rendle; A.B.; E.G. Baker; H.F. Wernham; S. Le Marchant Moore. Catalogue of the plants collected by Mr. & Mrs. P.A. Talbot in the Oban district, South Nigeria. Ed. British Museum (Natural History). Dept. Botánica
- 1936. Moore; S.Le M. Dictoyledons : families to Rubiaceae to Compositae. Ed. Trustees of the British Museum

- La abreviatura «S.Moore» se emplea para indicar a Spencer Le Marchant Moore como autoridad en la descripción y clasificación científica de los vegetales.[1]